# His Master's Voice

Detail van HMV-plaat met het oorspronkelijke logo uit 1899

His Master's Voice (afgekort HMV) was een Brits platenlabel (eigendom van EMI) en is tevens de naam van een internationale keten van platen- en boekenwinkels. Het platenlabel is al sinds de jaren tachtig niet meer actief, maar de winkelketens bestaan nog.

## Beeldmerk
HMV is bekend vanwege het opvallende beeldmerk: een hondje bij de hoorn van een ouderwetse grammofoon. Het hondje heet Nipper. Volgens de overlevering luisterde hij op dat moment naar de stem van zijn baasje – "His master's voice", dus. Het beeldmerk is eind 19e eeuw ontworpen door de Britse kunstenaar Francis Barraud. Het werd in 1899 aangekocht door The Gramophone Company in Groot-Brittannië, de voorloper van het huidige EMI, maar het beeldmerk werd pas tien jaar later gebruikt op de platenlabels van de platenmaatschappij.

## His Master's Voice
Het beeldmerk van het hondje en de grammofoon werd zo populair, dat de platen van The Gramophone Company al snel werden uitgebracht onder de naam His Master's Voice, hoewel de officiële naam van het bedrijf Gramophone Company bleef.
His Master's Voice bracht in de eerste decennia van de 20e eeuw veel platen uit, eerst op wasrol, later op 78 toerenplaten en groeide daardoor al snel uit tot een van de grootste platenmaatschappijen ter wereld. Eigenaar The Gramophone Company breidde zijn activiteiten in de jaren twintig uit naar de retail. Zo werd in 1921 in Londen de eerste HMV-winkel geopend, waar platen, bladmuziek, instrumenten en afspeelapparatuur werden verkocht. In Nederland werden in de eerste jaren na 1900 al enkele HMV-winkels geopend, onder meer in Den Haag, Haarlem en Amsterdam. In deze winkels werden uitsluitend HMV-platen verkocht, pas eind jaren 20 werden er ook titels van andere labels aangeboden.
Inmiddels was The Gramophone Company in handen gekomen van het Amerikaanse Victor Company, dat op zijn beurt in 1929 overgenomen werd door RCA in de VS. Dat bedrijf was in de VS verantwoordelijk voor de distributie van HMV-platen. In Groot-Brittannië werd HMV eigendom van het nieuw gevormde EMI, waarin The Gramophone Company was opgegaan.
HMV nam een hoge vlucht in de jaren vijftig, onder meer dankzij Amerikaanse artiesten die in Europa op het HMV-label werden uitgebracht. Voorbeelden hiervan waren uiterst succesvolle namen als Elvis Presley, Ray Charles, Danny Williams en Pérez Prado. In Nederland werd het vertegenwoordigd door  Bovema.
His Master's Voice vond z'n einde als poplabel in 1967, toen eigenaar EMI besloot om van His Master's Voice een label voor klassieke muziek te maken. Medio jaren tachtig werd de naam veranderd in EMI Classics, om de herkenbaarheid van het platenlabel te vergroten.
Eind jaren tachtig keerde HMV korte tijd terug als poplabel voor de releases van de Britse zanger Morrissey.

## Winkels

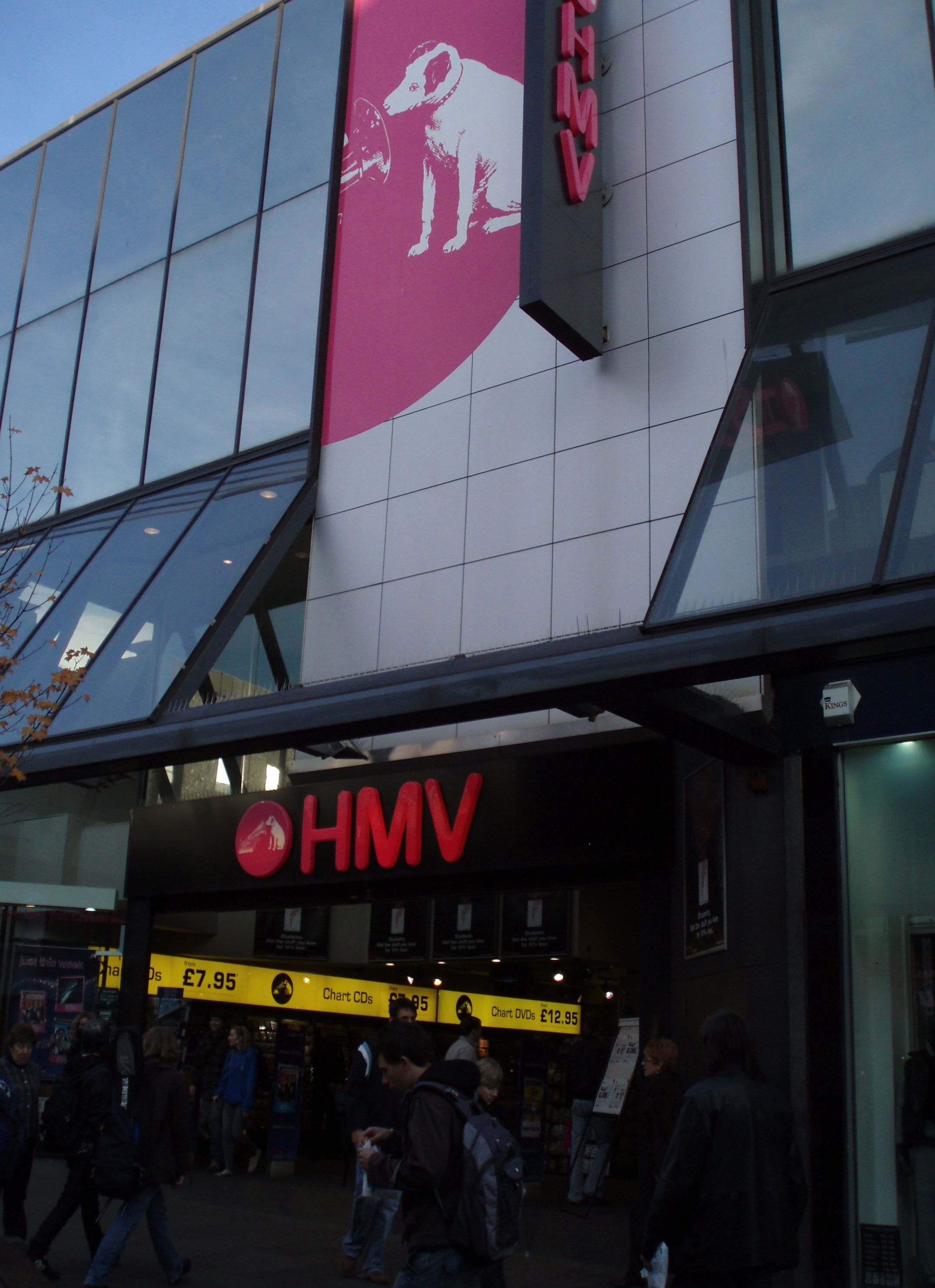
HMV-winkel te Newcastle

De winkeldivisie van HMV groeide ondertussen gestaag. Begin jaren tachtig claimde de HMV winkel in de Londense Oxford Street de grootste platenzaak ter wereld te zijn, met drie verdiepingen. Dit was een voorloper van de megastores die in de jaren tachtig en negentig erg populair werden in Europa en de VS; niet alleen van HMV, maar ook van Virgin en Tower Records.
De HMV Group, de eigenaars van de winkels, werd in 1998 zelfstandig van EMI. Niet lang daarna kocht het een meerderheidsbelang in de Britse boekenwinkelketens Waterstone's en Dillons.
Gedurende de jaren 00 werd HMV Group hard getroffen door de malaise die de platenindustrie destijds trof. Tientallen megastores werden gesloten, maar HMV heeft in Ierland en Groot-Brittannië altijd nog zo'n 250 winkels.
De HMV-winkels in Groot-Brittannië en Ierland gebruiken het vertrouwde beeldmerk met Nipper het hondje, maar in Canada en de VS is dit niet het geval. In die landen zijn de rechten van het beeldmerk nog altijd in handen van RCA.
Om het bedrijf van de ondergang te redden, werden diverse onderdelen van het bedrijf begin jaren 10 verkocht, zoals HMV Live dat concertzalen exploiteerde. Begin 2013 werden de schulden van HMV - opgelopen tot 176 miljoen pond - overgenomen door een investeringsmaatschappij.
In augustus 2013 maakte deze investeringsmaatschappij bekend dat de "flagship store" van HMV in Oxford Street in Londen vanaf oktober 2013 weer gevestigd zou zijn in het pand waar in 1921 de allereerste HMV winkel werd geopend (Oxford Street 363). HMV was tot in de jaren tachtig in dat pand gevestigd, waarna het verhuisde naar een pand enkele honderden meters verderop. Echter, een nieuwe serie winkelsluitingen die op 5 februari 2019 werd aangekondigd, betekende het einde van deze vestiging. Daarmee verdween HMV na 98 jaar uit Oxford Street. De sluiting was het gevolg van een overname door het Canadese entertainmentbedrijf Sunrise Records. Ervoor in de plaats kwam een grote winkel gespecialiseerd in Amerikaans snoepgoed.
Hoewel de vestiging in Oxford Street verdween, werden elders in Groot-Brittannië juist nieuwe winkels geopend. In september 2019 kondigde HMV zelfs de opening aan van de grootste entertainment winkel van Europa in Birmingham.
In april 2023 maakte Sunrise echter bekend dat de HMV-winkel in Oxford Street 363 later dat jaar weer zou worden heropend. Eigenaar Doug Putnam van Sunrise Records zei dat "(...) de aanpak om ons vooral te richten op de fans van de hedendaagse popcultuur, mede veroorzaakt door de stijgende verkoop van vinyl, erg goed voor ons werkt. De heropening van onze flagship store is het resultaat van een paar jaar hard werken."  Putnam kondigde verder de opening van enkele winkels op het Europese vasteland aan.

## Muziekprijs

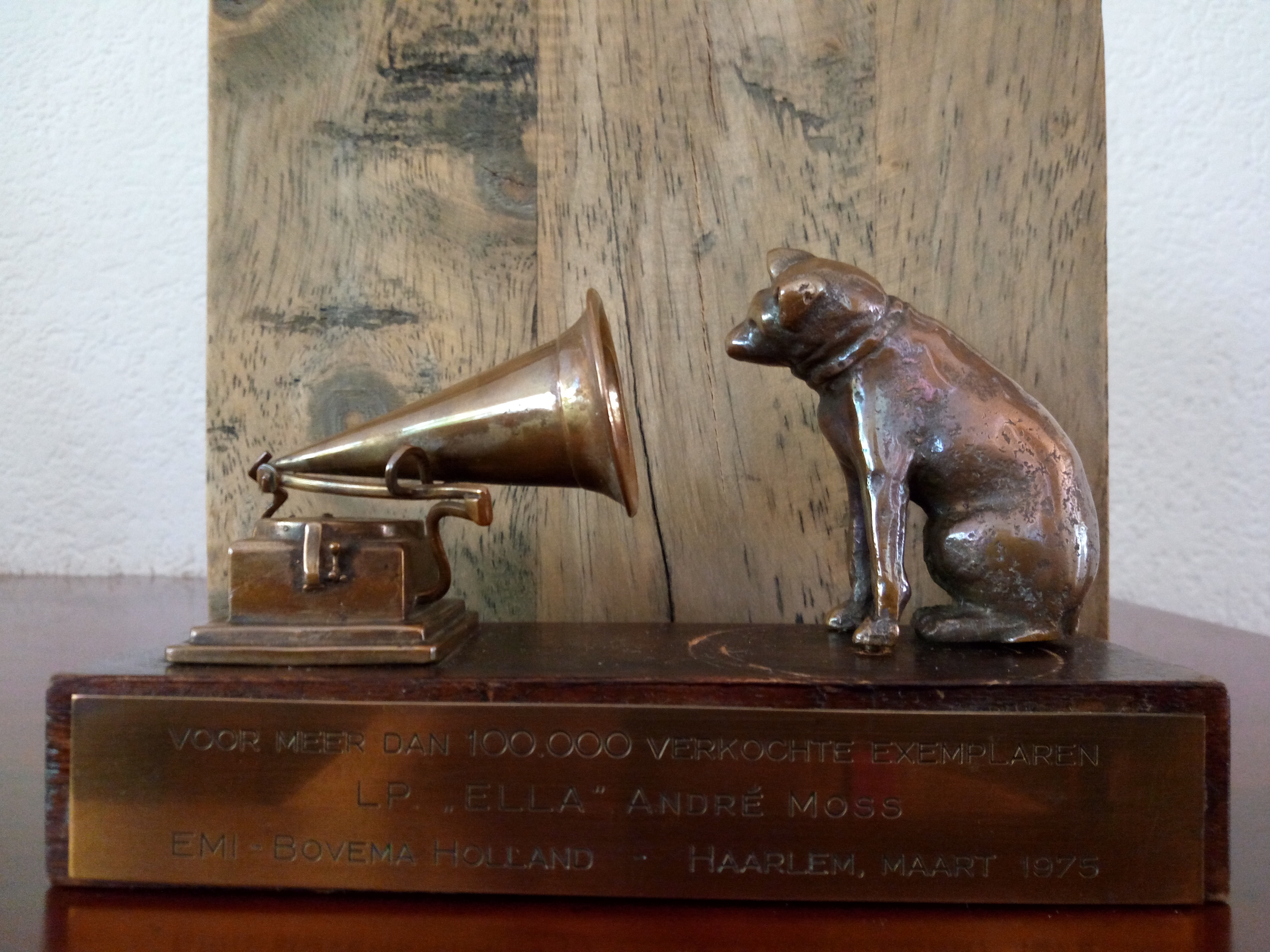
De muziekprijs van Bovema/EMI

Bovema/EMI gebruikte het logo van His Master's Voice ook voor een prijs die ze ook wel Gouden Hond noemden (of varianten in andere talen daarvan). Componist, producer en artiest Jack de Nijs (beter bekend als Jack Jersey) ontving de prijs vijfmaal. De Volendamse band The Cats ontving de prijs ook eenmaal (voor één miljoen verkopen van de single One way wind in Duitsland).